# Công chúa Lalla Amina của Maroc
Công chúa Lalla Amina (8 tháng 4 năm 1954 – 16 tháng 8 năm 2012) là thành viên của hoàng gia Ma-rốc và là cựu Chủ tịch Liên đoàn Thể thao đua ngựa Hoàng gia Ma-rốc.

## Giáo dục và những năm đầu
Lalla Amina sinh ra ở Antsirabe, Madagascar vào ngày 8 tháng 4 năm 1954. Bà là em gái út của cố Quốc vương Hassan II của Ma-rốc và là con gái của Quốc vương Mohammed V của Ma-rốc và người vợ thứ ba của ông, Lalla Bahia bint Antar. Bà được sinh ra trong khi gia đình hoàng gia lưu vong. Mina (như bà có biệt danh) là con duy nhất của Vua Mohammed V của Morocco có giấy tờ của Pháp . Khi gia đình hoàng gia trở về Morocco, Malika Oufkir, con gái của một vị tướng được ủng hộ, đã được nhận nuôi một cách không chính thức vào gia đình Hoàng gia để làm bạn đồng hành với công chúa . Lalla Amina sống trong một biệt thự riêng biệt để được nuôi dưỡng một cách bình thường và tránh xa mưu đồ và sự ghen tuông của hoàng gia. Biệt thự của bà bao gồm một rạp chiếu phim tư nhân, một sở thú và trường tiểu học của riêng bà . Bà theo học tại Royal College và Đại học Rabat.

## Kết hôn
Lalla Amina đã kết hôn với bác sĩ Sharif Moulay Idris Al-Wazani và có một con gái, Sharifa Lalla Sumaya Al-Wazani. Al-Wazani đã chết sớm khi cho phép Lalla Amina theo đuổi "lý do sống" thực sự – những con ngựa .

## Hoạt động và giải thưởng
Trong suốt cuộc đời, bà là một thợ săn cuồng nhiệt và cưỡi ngựa. Lalla Amina là Chủ tịch Liên đoàn Thể thao đua ngựa Hoàng gia Ma-rốc  từ năm 1999 cho đến khi bà qua đời vào năm 2012. Năm 1980, bà thành lập một cơ sở chăn nuôi tư nhân ở Sidi Brini và ra mắt Tuần lễ Ngựa nổi tiếng được tổ chức tại Rabat . Bà cũng là Chủ tịch của Thế vận hội đặc biệt Morocco và là thành viên của Ban giám đốc Thế vận hội đặc biệt. Bà đã được trao tặng Huân chương Muhammad hạng hai vào năm 2007 

## Cái chết và đám tang
Laila Amina đã chết sau trận chiến kéo dài bốn tháng với căn bệnh ung thư phổi ở Rabat vào ngày 16 tháng 8 năm 2012 . Những lời cầu nguyện trong đám tang của bà đã được thực hiện sau khi cầu nguyện Al Asr tại nhà thờ Hồi giáo Ahl Fez vào ngày 17 tháng 8 năm 2012. Thi thể của bà được chôn cất tại Lăng Moulay El Hassan tại Cung điện Hoàng gia ở Rabat.

## Danh hiệu

### Danh hiệu quốc gia
- Dame Grand Cordon của Dòng ngai vàng.
- Viên chức lớn của Dòng Muhammad (2007).